# Деві Джонс (Пірати Карибського моря)
Деві Джонс (англ. Davey Johns) — вигаданий персонаж у фільмах «Пірати Карибського моря: Скриня мерця» і «Пірати Карибського моря: На краю світу». Головний антагоніст другої частини фільму і, разом з Лордом Катлером Бекеттом, один з двох головних антагоністів третьої частини. Виконавець ролі — Білл Наї. При зйомках використовувалися технології захоплення руху.

## Художній образ

### Історичний вплив
Легенді про скриню мерця сотні років, спочатку вона називалася "сундук Деві Джонса" і не була пов'язана з легендою про Летючого голландця.
У фільмі Деві Джонс — невразливий капітан, наділений вічним життям, яке перетворилося на жалюгідне існування. Він вірить, що здатний наказувати морською стихією, але насправді сам є заручником безкрайнього океану, і його безсмертя — це його прокляття.

### Передісторія
Колись Дейві Джонс був людиною, звичайним піратом. Але одного разу він зустрів і пристрасно покохав жінку, якою опинилася богиня Каліпсо, покровителька моряків. Каліпсо відповіла йому взаємністю. Вона доручила Джонсу переправляти на той світ душі людей, які загинули в морі, для чого наділила капітана і всіх, кого він візьме в команду, безсмертям, і лише раз у десять років він мав право зійти на берег. Але одного разу вона зрадила його, не з'явившись на зустріч після закінчення десятирічного терміну служіння в морі. Джонс перестав виконувати свої зобов'язання і в помсту видав її першому союзу піратських баронів, які вирішили полонити її, уклавши в тіло земної жінки. Джонс вирізав із грудей своє серце й уклав його в скриню, ставши навіки капітаном «Летючого голландця». Він не знав, що Каліпсо прокляла його. Закляття, що давало йому і його команді вічне життя, обернулося проти них. Дейві Джонс і вся команда «Летючого голландця» понесли покарання — їхній вигляд став представляти собою щось середнє між людьми і різними морськими тваринами.

### Зовнішній вигляд
Вигляд Дейві Джонса був розроблений творцями фільму з суміші різної морської фауни і якоїсь стереотипності в образі піратського капітана, зокрема, Бартоломю Робертса і Чорної Бороди. Найцікавіша особливість Джонса — його голова, і насамперед борода, що складається з щупалець. Під капелюхом знаходиться тіло восьминога. Носа у нього, схоже, немає, але є один отвір на лівій вилиці, через який він дихає. Замість лівої руки у нього клешня омара, замість вказівного пальця на правій руці — довге щупальце, а права нога — крабова. Джонс говорить з ясно вираженим шотландським акцентом. Також його зовнішність дуже близька до зовнішності Ктулху з творів Говарда Філліпса Лавкрафта. При розмові з Каліпсо, Джонс брав свій «людський вигляд»: чоловіка середніх років з білою бородою.

### Характер
Джонс нещадний і безжальний до всіх, особливо до своєї команди і підлеглих. Він каже: «Життя настільки жорстоке, чому життя за труною повинне бути іншим?» Хитрий, підступний, не терпить порушень договорів, які з ним укладають, хоча сам нерідко не виконує даних обіцянок. Тим не менше проявляє почуття прихильності і любові. Іноді сентиментальний.

### Здібності
Як капітан «Летючого голландця» і «морський диявол», Джонс був наділений творцями різними надприродними здібностями. Він може переміщуватися — так він переносить себе з розбитого корабля на «Чорну перлину» — і проходити крізь стіни власного корабля. Зазвичай Джонс покладається на свій корабель, команду і кракена, але у фінальній битві третьої частини він також показаний добрим фехтувальником, на рівних бореться з Джеком Горобцем. Його відрубані щупальця можуть рухатися незалежно від господаря, як в епізоді з ключем, і він використовує їх як зброю у сцені вбивства Мерсера. Джонс може відслідковувати будь-яку свою жертву за «чорною міткою». Мітку може поставити будь-який член його команди, але зняти її може тільки Джонс. На відміну від своєї команди Джонс може вийти на землю тільки раз в десять років. Нарешті, Джонс може викликати кракена і керувати ним, примушуючи його знищувати судна.

## Виробництво фільму

### Підготовка та створення
На роль Дейві Джонса, крім її виконавця Білл Наї, також пробувалися Джим Бродбент, Іен Глен і Річард Грант. Як і вся команда «Летючого голландця» (крім «Притопа» Білла), Дейві Джонс є 3D-моделлю, створеною комп'ютерними технологіями, але очі і губи — це загримований Білл Наї. Анімація була створена технологією Motion Capture. На 20 секунд в третьому фільмі Джонс з'являється як людина, яку грав Наї у костюмі.

### Критика і відгуки
На думку журналу Entertainment Weekly, Дейві Джонс став другим найбільш переконливим персонажем, створеним комп'ютерними технологіями, після Кінг-Конга.
Робота над образом Дейві Джонса у фільмі «Пірати Карибського моря: Скриня мерця» була нагороджена «Оскаром» в номінації «Кращі візуальні ефекти». За цю роль Білл Найі отримав номінацію на кінопремію MTV в категорії кращий лиходій.